# Leopold Loibl

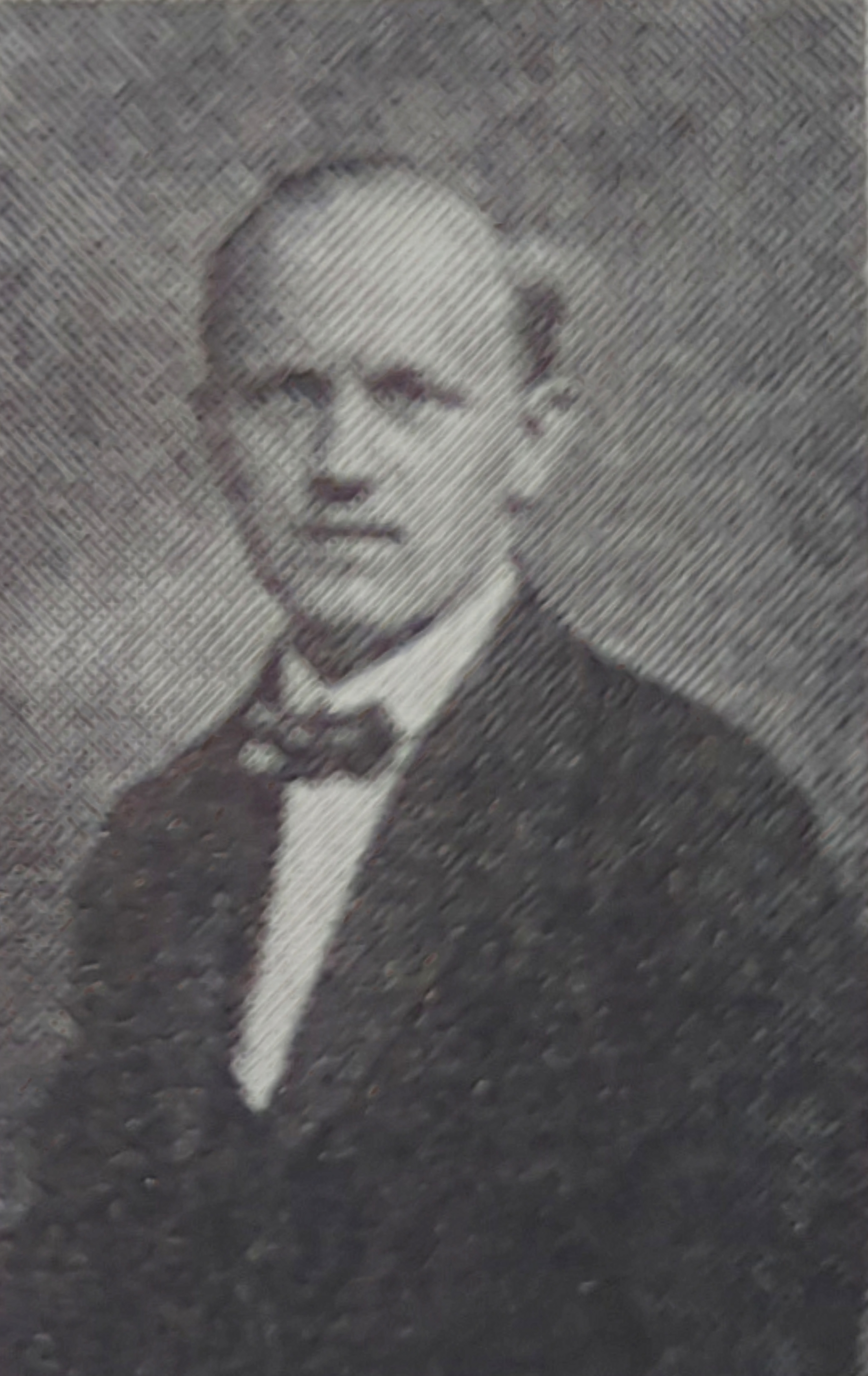
Leopold Loibl

Leopold Loibl (* 15. Jänner 1895 in Korneuburg; † 18. Mai 1935 ebenda) war ein österreichischer sozialdemokratischer Politiker (SDAP) und Widerstandskämpfer gegen den Austrofaschismus. Er war Bezirksobmann der SDAP in Korneuburg.

## Leben
Leopold Loibl war von Beruf Angestellter und in der Arbeiterbewegung Korneuburgs engagiert. Als Obmann der sozialdemokratischen Partei vor Ort trug er wesentlich zur Organisation der lokalen politischen Aktivitäten bei und wirkte als Finanzstadtrat im Stadtrat von Korneuburg.
Während der politischen Spannungen und Kämpfe nach der Auflösung der Parlamentarischen Demokratie in Österreich ab 1933 nahm Loibl eine zentrale Rolle ein und gehörte zu jenen sozialdemokratischen Lokalpolitikern, die Widerstand gegen austrofaschistische Maßnahmen leisteten.

## Verhaftung und Inhaftierung
Im Februar 1934, während des Österreichischen Bürgerkriegs, wurde Loibl aufgrund seiner politischen Tätigkeit verhaftet. Er wurde ins Konzentrationslager Wöllersdorf gebracht, ein Anhaltelager für politische Gefangene, wo er unter menschenunwürdigen Bedingungen festgehalten wurde. Die Haft prägte seine Gesundheit schwer.
Nach seiner Entlassung im August 1934 verschlechterte sich Loibls Gesundheitszustand rapide, und am 18. Mai 1935 verstarb er an den Spätfolgen der Haft. Sein Tod war ein Symbol für das Schicksal vieler sozialdemokratisch engagierter Menschen in jener Zeit, die dem zunehmend autoritären Regime in Österreich und später dem Nationalsozialismus zum Opfer fielen.

## Ehrungen
Zum Gedenken an Leopold Loibl wurde in Korneuburg die Leopold-Loibl-Straße nach ihm benannt. An seinem ehemaligen Wohnhaus in der Stockerauer Straße 52 erinnert eine Gedenktafel an sein Leben und Wirken. Er wurde in ein Ehrengrab am Freidhof Korneuburg beigesetzt.